# Gobiocichla ethelwynnae
Gobiocichla ethelwynnae es una especie de peces de la familia Cichlidae en el orden de los Perciformes.

## Morfología
Los machos pueden llegar alcanzar los 6,7 cm de longitud total.
- Número de  vértebras: 34-36.[1][2]

## Hábitat
Es una especie de clima tropical.

## Distribución geográfica
Se encuentran en África: oeste del Camerún.